# HD 171990
HD 171990，又名CP-77 1314，SAO 257625、HR 6994，是一颗恒星，视星等为6.39，位于銀經316.48，銀緯-26.29，其B1900.0坐标为赤經18h 32m 27.7s，赤緯-77° -26.29′ 10″。